# Es Pil·larí

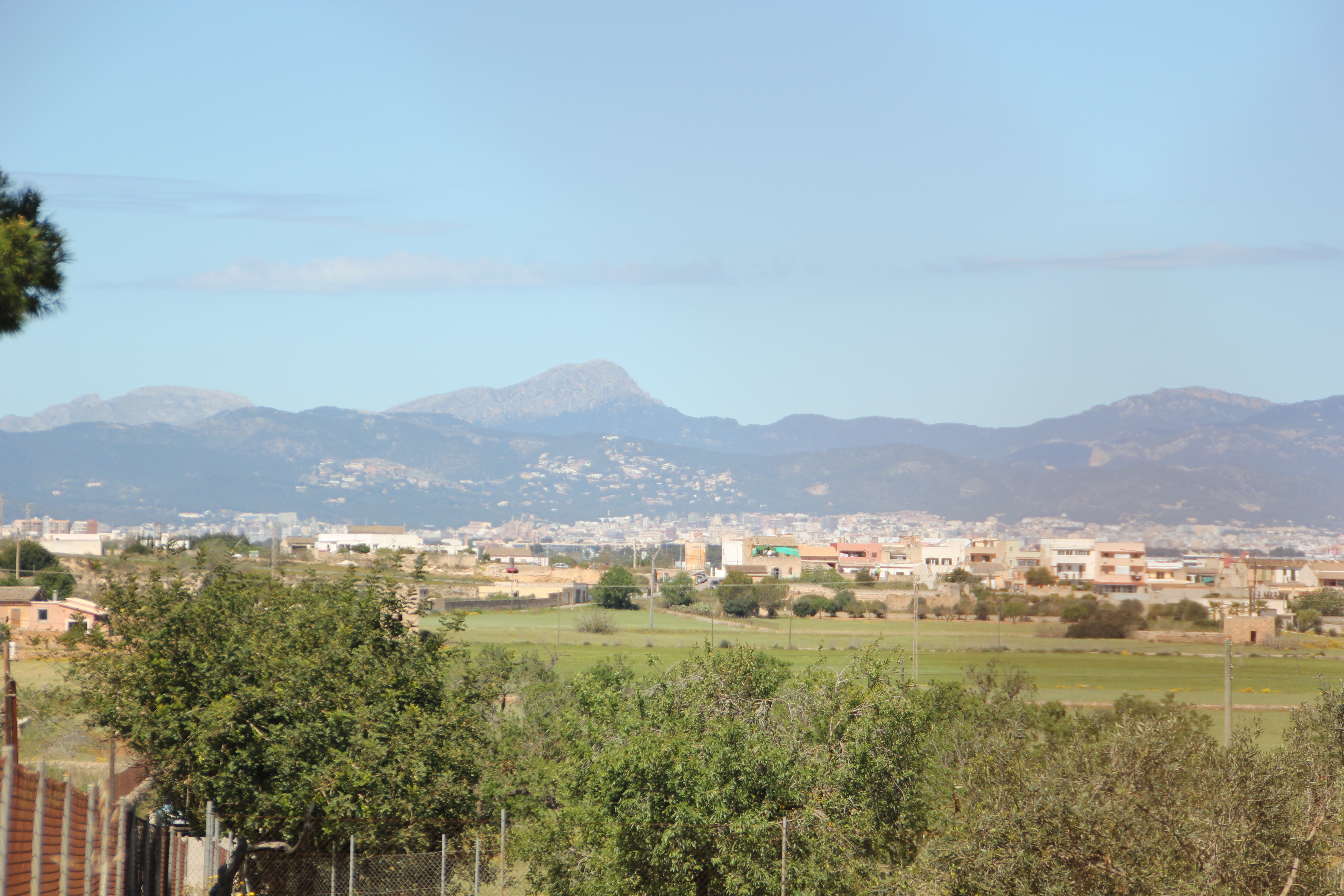
Vista de El Pilarín

Es Pil·larí, también conocido como San Francisco,[cita requerida] es un barrio del municipio de Palma de Mallorca, Baleares, España. Contaba en el año 2018 con una población de 2002 habitantes.
Se encuentra situado en las inmediaciones del aeropuerto y de la Playa de Palma. Tiene cerca otras pequeñas localidades, como San Jorge y La Aranjasa. Consta de dos colegios. Antes pasaba cerca la vía del ferrocarril de Llucmajor.
El Pilarín es conocido también por la Feria del Llonguet. Numerosas panaderías de toda Mallorca se trasladan a la barriada con la intención de exhibir sus productos. Esta feria se suele hacer a finales del mes de abril.  

## Infraestructuras y Servicios

### Transporte Público
Los residentes de Es Pil·larí disponen de las líneas de autobús 31 y 32, que conectan la barriada con otras zonas de Palma. Sin embargo, durante los fines de semana y festivos, la frecuencia de paso se reduce a una hora, lo que ha generado solicitudes vecinales para mejorar el servicio.

### Sanidad
El centro de salud de Es Pil·larí opera únicamente en horario matutino. Para atención médica en horarios vespertinos, fines de semana y festivos, los residentes deben desplazarse al PAC de Escuela Graduada en Palma, lo que ha llevado a la comunidad a solicitar la ampliación de los servicios sanitarios locales.

## Vivienda y Urbanismo
En enero de 2025, el Ayuntamiento de Palma anunció la construcción de 16 viviendas de precio limitado en Es Pil·larí, con el objetivo de facilitar el acceso a la vivienda para los residentes.

## Eventos y Cultura
Es Pil·larí celebra anualmente la "Fira del Llonguet", una feria que destaca por su ambiente festivo y la promoción de productos locales, consolidándose como una cita importante en el calendario cultural de la barriada.

## Sucesos Recientes
En enero de 2025, se produjo un incendio en una vivienda de la calle Baltasar Moya, donde una pareja de ancianos resultó afectada por inhalación de humo. Lamentablemente, la mujer de 87 años falleció posteriormente en el Hospital de Son Llàtzer.

## Participación Ciudadana
La Asociación de Vecinos de Es Pil·larí desempeña un papel activo en la comunidad, informando sobre acontecimientos locales y recogiendo sugerencias para mejorar la convivencia.
- Datos: Q15007962
- Multimedia: Es Pil·larí / Q15007962